# Brigitte Baumeister

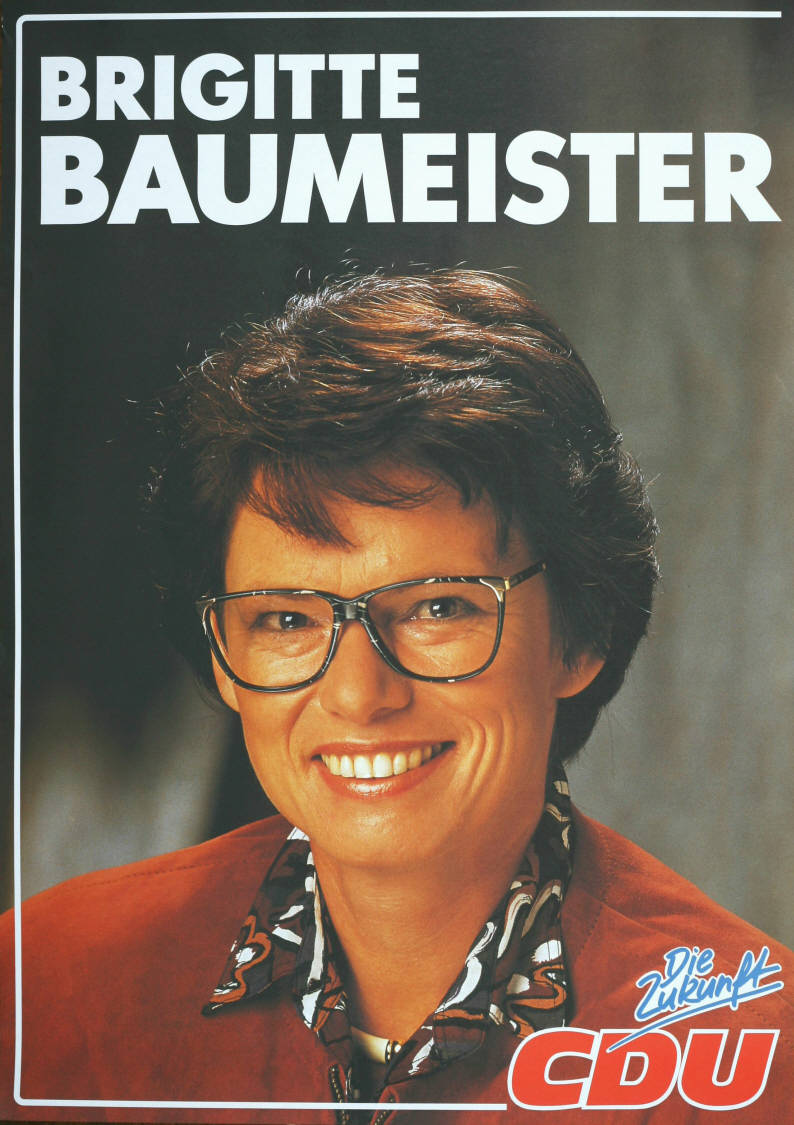
Kandidatenplakat Brigitte Baumeisters zur Bundestagswahl 1990

Brigitte Baumeister geb. Jauch (* 19. Oktober 1946 in Stuttgart) war vom 20. Dezember 1990 bis 17. Oktober 2002 in drei Wahlperioden Mitglied des Deutschen Bundestages. Sie wurde für die Christlich Demokratische Union Deutschlands (CDU) über ein Direktmandat im Wahlkreis 164 Böblingen in Baden-Württemberg gewählt. Von 1992 bis 1998 war sie Bundesschatzmeisterin ihrer Partei.

## Leben
Baumeister arbeitete nach einem Studium der Mathematik an der Universität Stuttgart für IBM Deutschland und war Dozentin für medizinische Informatik an der Fachhochschule Heilbronn. 1992 löste sie Walther Leisler Kiep als CDU-Bundesschatzmeister ab. Dieses Amt hatte sie bis 1998 inne.
Als Aufsichtsrats-Vorsitzende der Schwäbische Finanz- und Unternehmensberatung AG (SFU; Schwabenpool) war sie massiver Kritik ausgesetzt. Die SFU hat laut Gerichtsurteil des Stuttgarter Landgerichts von 1997 Kapitalanleger um mindestens fünf Millionen D-Mark (ca. 2,5 Millionen Euro) betrogen und Insolvenz anmelden müssen. Baumeister bestritt, von den Vorgängen gewusst zu haben. Nach dem Schwabenpool-Skandal wurde sie als CDU-Schatzmeisterin wiedergewählt.
Sie ist Mutter zweier Kinder und geschieden. Baumeister arbeitete als Firmenberaterin.

## Politik
Vom 20. Dezember 1990 bis zum 17. Oktober 2002 gehörte sie dem Deutschen Bundestag an. Sie wurde für die Christlich Demokratische Union Deutschlands (CDU) über ein Direktmandat im Wahlkreis 164 Böblingen in Baden-Württemberg gewählt.
Im Mai 1997 stimmte sie als eine von 138 Abgeordneten gegen das Unter-Strafe-Stellen von Vergewaltigung auch in der Ehe; für die Abstimmung war die Fraktionsdisziplin aufgehoben worden. Die Gesetzesänderung wurde mit 471 Ja-Stimmen verabschiedet.
Baumeister war 1999 auch in die CDU-Spendenaffäre verwickelt. Ihre Aussagen in dieser Sache deckten sich nicht mit denen von Wolfgang Schäuble. 2002 wurde sie nicht mehr als Kandidatin für die Bundestagswahl nominiert. Im Februar 2004 hat sie ein Buch veröffentlicht, in dem sie die Parteispendenaffäre aus ihrer Sicht darstellt.

## Veröffentlichungen
- mit Dietmar Brück: Welchen Preis hat die Macht? Eine Frau zwischen Kohl und Schäuble. Die Ex-Schatzmeisterin und die schwarzen Kassen der CDU. Heyne, München 2004, ISBN 3-453-88102-8.